# Julia du Plessis
Julia du Plessis (ur. 27 maja 1996) – południowoafrykańska lekkoatletka specjalizująca się w skoku wzwyż.
W 2013 została brązową medalistką mistrzostw świata juniorów młodszych w Doniecku. W 2015 stanęła na najniższym stopniu podium igrzysk afrykańskich w Brazzaville.
Medalistka mistrzostw RPA.
Rekord życiowy: 1,88 (1 kwietnia 2012, Germiston).

## Osiągnięcia
| Rok  | Impreza                               | Miejsce     | Lokata      | Wynik |
| ---- | ------------------------------------- | ----------- | ----------- | ----- |
| 2012 | Mistrzostwa świata juniorów           | Barcelona   | 12. miejsce | 1,78  |
| 2013 | Mistrzostwa świata juniorów młodszych | Donieck     | 3. miejsce  | 1,79  |
| 2015 | Mistrzostwa Afryki juniorów           | Addis Abeba | 2. miejsce  | 1,75  |
| 2015 | Igrzyska afrykańskie                  | Brazzaville | 3. miejsce  | 1,80  |
| 2016 | Mistrzostwa Afryki                    | Durban      | 8. miejsce  | 1,73  |